# Pandalus platyceros
El camarón moteado  (Pandalus platyceros) es un camarón del género Pandalus.
Los camarones moteados son camarones grandes que se encuentran en el Pacífico Norte. Van desde las aguas de la isla de Unalaska, Alaska, hasta San Diego. La pesca comercial de langostino a lo largo de la costa de Columbia Británica se considera sostenible ("se produce en cantidades suficientes para sostener varias pesquerías comerciales y recreativas pequeñas") y proporciona el mayor valor de desembarque para la pesquería de camarones de la Columbia Británica.